# Elías Anadón
Elías Anadón (18?-?) fou un compositor, pianista, director, cantant, mestre de la Capilla Ambulante i organista del "Santo Hospital de Nuestra Señora de Gracia". Va ser nombrat Hermano Mayor de la Confraria Columna de Saragossa, l'any 1856.

## Obres
Es conserven obres seves als fons musicals de l'església parroquial de Sant Esteve d'Olot (SEO) i Fons de la Catedral-Basílica del Sant Esperit de Terrassa (TerC).
- Missa per a 3 v i Ac
- Missa pastoril
- Salve